# Gräsgårds församling
Gräsgårds församling var en församling i Ölands södra kontrakt i Växjö stift, Mörbylånga kommun i Kalmar län. Församlingen uppgick 2002 i Sydölands församling

## Administrativ historik
Församlingen har medeltida ursprung.
Församlingen var under medeltiden i pastorat med Segerstads församling, därefter till 1923 utgjorde församlingen ett eget pastorat. Från 1 maj 1923 till 1962 var församlingen moderförsamling i pastoratet Gräsgärd och Segerstad. 1962 blev församlingen annexförsamling i pastoratet Södra Möckleby, Smedby, Gräsgård, Segerstad, Ventlinge och Ås.  Församlingen uppgick 2002 i Sydölands församling.
Församlingskod var 084010.

## Kyrkor
- Gräsgårds kyrka

## Series pastorum
| Ämbetstid     | Namn                              | Levnadstid             | Kommentar              |
| (1324)        | Nicolaus                          |                        |                        |
| (1346)        | Erlandus                          |                        |                        |
| 1390-talet    | Folco                             |                        |                        |
| (1396)–(1402) | Matthias                          |                        |                        |
| (1453)        | Bonde                             |                        |                        |
| (1525)        | Georgius Bartolli                 |                        |                        |
| (1540)–(1543) | Olaus                             |                        |                        |
| (1545)–(1551) | Lars                              |                        |                        |
| (1553)        | Abraham                           |                        |                        |
| 1554–1563     | Erasmus Erici                     |                        |                        |
| (1566)–1567   | Gammal                            | d. 1567                |                        |
| (1567)        | Jacob                             |                        |                        |
| 1566–1568     | Olaus Olai                        |                        |                        |
| 1570–1604     | Nicolaus Johannis                 | d. 1604                |                        |
| 1604–1615     | Olaus Andreae                     | d. 1630                |                        |
| 1615–1631     | Johannes Laurentii                | d. 1631                |                        |
| 1632–1641     | Magnus Petri Alemius              | d. 1641                |                        |
| 1642–1647     | Olaus Olai Tavast                 | d. omkr. 1647          |                        |
| 1649–1657     | Nicolaus Olai Bölander            | d. 1657                |                        |
| 1661–1689     | Andreas Erici Gresilius           | d. 1689                |                        |
| 1690–1698     | Anders Andreae Tribergius         | 1644–1698              |                        |
| 1699–1706     | Ingo Olai Morelius                | 1661–1706              |                        |
| 1708–1740     | Anders Triberg                    | 1675–1740              |                        |
| 1742–1752     | Petrus Gustavi Lambrecht          | 1706–1752              |                        |
| 1753–1794     | Carl David Donner                 | 1716–1794              |                        |
| 1795–1816     | Jonas Kåre                        | 1734–1816              |                        |
| 1818–1824     | Petrus (Pehr) Brusenius           | 1773–1824              |                        |
| 1827–1834     | Johan Michael Schmitth            | 1769–1834              |                        |
| 1836–1863     | Jonas Stockenström                | 1777–1863              |                        |
| 1865–1880     | Anders Johan Holmström            | 1817–1880              |                        |
| 1881–1897     | Carl Otto Fredrik Wallander       | 1839–1904              |                        |
| 1897–1901     | Nils Johan Andersson              | 1855–1923              |                        |
| 1901–1913     | Oskar Arnell                      | 1852–1926              |                        |
| 1923–1940     | Erland Frans Robert Franzén       | 1867–1947              | Gräsgård och Segerstad |
| 1941–1951     | Arnold Gerhard Vallentin Olofsson | 1908–(åtminstone 1951) | Gräsgård och Segerstad |